# Izraeli férfi vízilabda-válogatott
Az Izraeli férfi vízilabda-válogatott Izrael nemzeti csapata, melyet az Izraeli Úszó-szövetség irányít.

## Eredmények

### Olimpiai játékok
- 1900 – 2012: nem jutott ki

### Világbajnokság
- 1973: 16. hely
- 1978: 16. hely
- 1986: 15. hely

### Európa-bajnokság
- 2022: 12. hely
- 2024: 16. hely